# Hamadi Redissi
Hamadi Redissi (arabe : حمادي الرديسي), né le 27 juillet 1952 en Tunisie, est un universitaire, islamologue et politologue tunisien.
Il est l'auteur de nombreux ouvrages et études sur le monde arabo-musulman rédigés dans une perspective comparative et pluridisciplinaire.

## Biographie
Titulaire d'un doctorat d'État en sciences politiques (1992), il devient professeur visiteur à l'université de Bologne et à l'université Saint-Joseph de Beyrouth (2000-2010), ainsi qu'à l'université Yale (2007-2008). Il est professeur résident au Käte Hamburger Kolleg Centre for Advanced Study de Bonn en 2010 et à l'Institut d'études avancées de Nantes (2015-2016).
Professeur de sciences politiques à l'université de Tunis, il est membre du comité scientifique de la Revue tunisienne de science politique, membre de l'American Institute for Maghreb Studies depuis 1999, du conseil de rédaction de la revue Jura Gentium (depuis 2006) et de l'European Journal of Philosophy and Public Debate. Il préside l'Observatoire tunisien de la transition démocratique en 2011. Il est également membre fondateur, avec le politologue tunisien Riadh Sidaoui, du Centre arabe de recherches et d'analyses politiques et sociales (Caraps), basé à Genève,.

## Pensées
Dans Les Politiques en Islam : le Prophète, le roi et le savant publié aux éditions L'Harmattan en 1998, Hamadi Redissi interroge le réseau de rapports entre religion et politique. Il dégage trois modèles classiques à partir d'une esquisse qu'il doit curieusement à un compilateur du XIXe siècle : le prophète, le roi et le savant. Selon l'auteur, ce modèle reste au cœur d'un dispositif discursif qui régit le ciel et la terre, le corps et l'âme, le manifeste et le caché, l'élite et la masse jusqu'aux les temps modernes.
Dans L'Exception islamique publié aux éditions du Seuil en 2004, il s'attèle à la réflexion sur l'adéquation entre l'islam et les valeurs démocratiques et sur la modernisation de l'islam. Il forge ainsi le concept d'« exception islamique ». Selon lui, l'autoritarisme, le déclin économique et le conservatisme religieux se conjuguent pour empêcher les pays arabes d'entrer dans un cercle vertueux et de rejoindre le reste du monde. C'est, en quelque sorte, l'exception islamique et elle dure tant que les sociétés civiles des pays musulmans les récusent.
Dans Le Pacte de Nadjd ou comment l'islam sectaire est devenu l'islam publié aux éditions du Seuil en 2007, il entreprend un travail documentaire sur les différentes étapes du wahhabisme, des origines jusqu'à nos jours. Il va même sur les lieux qui ont vu un prédicateur s'allier à un prince en 1744 (ou 1745) dans ce fameux pacte de Nadjd. Redissi y ausculte la géographie pour comprendre l'expansion de cette secte religieuse.
Dans L'Islam incertain publié en 2017, l'auteur convoque trois grandes questions qui agitent le monde arabe post-révolutionnaire, à savoir la révolution, la démocratie et l'islamisme, leurs vérités et leurs agencements entre dérives et accommodement.

## Distinctions
- Prix des rencontres philosophiques d'Uriage (2017)[13],[14] ;
- Prix du livre culturel de la foire nationale du livre tunisien (2018)[15] ;
- Prix du Forum Insaniyyat (2022)[16].

## Vie privée
Hamadi Redissi est marié et père de trois enfants.

## Principales publications
- Hamadi Redissi, Les Politiques en Islam : le Prophète, le roi et le savant, Paris, L'Harmattan, coll. « Histoire et perspectives méditerranéennes », 1998, 168 p. (ISBN 978-2738469359, lire en ligne).
- Hamadi Redissi, L'Exception islamique, Paris, Éditions du Seuil, 2004, 236 p. (ISBN 978-2020638494).
- Hamadi Redissi, Le Pacte de Nadjd ou comment l'islam sectaire est devenu l'islam, Paris, Éditions du Seuil, 2007, 352 p. (ISBN 978-2020960816).
- (ar) Hamadi Redissi et Asma Nouira, الرد على الوهابية : نصوص الشرق الإسلامي [« Réfutations orientales du wahhabisme »], Beyrouth, Dar al-Tali'a,‎ 2008.
- (ar) Hamadi Redissi et Asma Nouira, الرد على الوهابية في القرن التاسع عشر : نصوص الغرب الإسلامي نموذجاً [« Réfutations maghrébines du wahhabisme au XIXe siècle »], Beyrouth, Dar al-Tali'a,‎ 2008.
- Jan-Erik Lane, Hamadi Redissi et Riadh Sidaoui, Religion and Politics : Islam and Muslim Civilisation, Farnham, Ashgate Publishing, 2009, 336 p. (ISBN 978-0754674184, lire en ligne).
- Hamadi Redissi, La Tragédie de l'islam moderne, Paris, Éditions du Seuil, 2011, 176 p. (ISBN 978-2021045239)[17].
- Hamadi Redissi, Asma Nouira et Abdelkader Zghal, La Transition démocratique en Tunisie : les thématiques, Tunis, Diwan Éditions, 2012 (ISBN 978-9938861013).
- (ar) Hamadi Redissi, ورقات الوراق, Tunis, Diwan Éditions,‎ 2014.
- (it) Hamadi Redissi (trad. Gustavo Gozzi), Islam e modernità : l'incontro dell'Islam con l'Occidente, Vérone, Ombre Corte, 2014, 136 p. (ISBN 978-8897522881).
- Hamadi Redissi, Hafedh Chekir et Asma Nouira, La république des clercs : l'Assemblée nationale constituante tunisienne, Tunis, Diwan Éditions, 2015, 77 p. (ISBN 978-9938861075).
- Hamadi Redissi, Ayssen Makni et Asma Nouira, La Tunisie en transition des élections au dialogue national : 2011-2014, Tunis, Diwan Éditions, 2016, 312 p. (ISBN 978-9938861068).
- Hamadi Redissi, Une histoire du wahhabisme : comment l'islam sectaire est devenu l'islam, Paris, Éditions Points, 2016, 435 p. (ISBN 978-2757862087).
- Hamadi Redissi, L'Islam incertain : révolution et islam post-autoritaire, Tunis, Cérès, 2017, 138 p. (ISBN 978-9973197979)[18].
- Hamadi Redissi, L'invention des modernités en Islam, Tunis, Cérès, 2020, 184 p. (ISBN 978-9973198105)[19].
- Hamadi Redissi (dir.), La Tunisie à l'épreuve du COVID-19, Tunis, Fondation Friedrich-Ebert, 2020, 246 p. (ISBN 978-9938592825)[20].
- Hamadi Redissi, Hafedh Chekir et Mahdi Elleuch, La tentation populiste : les élections de 2019 en Tunisie, Tunis, Cérès, 2020, 198 p. (ISBN 978-9973198242)[21].
- Hamadi Redissi (dir.), Le pouvoir d'un seul, Tunis, Diwan Éditions, 2023[22].
- Hamadi Redissi, S'exprimer librement en islam, Paris, Éditions du Seuil, 2023, 224 p. (ISBN 978-2021386066).